# Cognitivisme
Cognitivisme is een leertheorie die het belang van cognitieve processen bij leren benadrukt. Leren wordt beschouwd als een actief mentaal proces waarbij kennis wordt verworven en georganiseerd.

## Beschrijving
In tegenstelling tot behavioristen, die leren beschouwen als het reageren op prikkels uit de omgeving, geloven cognitivisten dat leren gaat om het herordenen van ervaringen om prikkels uit de omgeving beter te begrijpen. De theorie van het cognitivisme omvat activiteiten zoals:
- Denken: Informatie verwerken en beslissingen nemen.
- Aandacht: Concentreren op relevante informatie en afleidingen negeren.
- Geheugen: Informatie opslaan en ophalen.
- Waarneming: Zintuiglijke informatie ontvangen en verwerken.
- Interpretatie: Het geven van betekenis aan waargenomen informatie.
- Redenering: Het toepassen van logica en argumentatie om tot conclusies te komen.
- Probleemoplossing: Obstakels identificeren, aanpakken en overwinnen.
- Creativiteit: Nieuwe ideeën en oplossingen bedenken.

## Geschiedenis
Cognitivistische leertheorieën ontstonden doordat de behavioristische leertheorieën, die zich richten op stimuli en reacties, niet goed konden uitleggen hoe leren precies werkt. In de jaren 1920 en 1930 onderzochten Edward Tolman, Wolfgang Köhler en Ivan Krechevsky hoe factoren zoals verwachtingen, inzicht, doelen en veronderstellingen invloed hebben op leren. Ze ontdekten dat leren niet alleen een reactie is op externe prikkels, maar ook afhankelijk is van wat iemand verwacht of wil bereiken. Deze bevindingen vormden de basis voor cognitieve leertheorieën. Het was echter pas in de jaren 1950 dat deze theorieën breder werden erkend en serieus werden genomen in de wetenschappelijke gemeenschap.
Psychologen en opvoeders begonnen minder te focussen op het observeren van zichtbaar gedrag en richtten zich meer op complexere processen zoals denken, probleemoplossing, taal en hoe men informatie verwerkt. Vanaf de jaren 2000 hebben veel auteurs in het vakgebied van onderwijskundig ontwerp bewust de traditionele ideeën over leren, die gericht waren op gedragsverandering, losgelaten. Ze zijn overgestapt op nieuwe ideeën uit de cognitieve wetenschappen, die kijken naar hoe men dingen begrijpt en leert. Deze verschuiving van focus, van wat iemand doet naar wat er in hun gedachten gebeurt, heeft geleid tot een verandering in hoe lesmateriaal wordt aangeboden.